# Blyttia fruticulosum
Blyttia fruticulosum är en oleanderväxtart som först beskrevs av Joseph Decaisne, och fick sitt nu gällande namn av D. V. Field. Blyttia fruticulosum ingår i släktet Blyttia och familjen oleanderväxter. Inga underarter finns listade i Catalogue of Life.